# الكرينيين (ولاد بورحمة)
الكرينيين هو دُوَّار يقع بجماعة عامر السفلية، إقليم القنيطرة، جهة الرباط سلا القنيطرة في المملكة المغربية. ينتمي الدوّار لمشيخة ولاد بورحمة التي تضم 7 دواوير. يقدر عدد سكانه بـ 1011 نسمة حسب الإحصاء الرسمي للسكان والسكنى لسنة 2004.

## روابط خارجية
- البوابة الوطنية للجماعات الترابية
- المندوبية السامية للتخطيط